# Социјалистички реализам
Социјалистички реализам или соцреализам је телеолошки оријентисан реалистички стил у уметности са задатком ојачавања и ширења идеја комунизма и социјализма. Социјалистички реализам не треба мешати са социјалним реализмом, стилом који на реалистичан начин портретира социјалну реалност различитих друштава. Одобрен је 1932. године од стране Комунистичке партије СССР као званични правац и смерница за литературу, ликовну уметност и музику. После Другог светског рата проширио се и на остале источноевропске земље комунистичког света и упоређиван је са нацистичком линијом у уметности. Идејно полази од слављења владајућег режима. Упркос свом имену, фигуре у овом стилу су врло често високо идеализоване, посебно у скулптури, где се често у великој мери стил ослања на конвенције класичне скулптуре. Иако је повезан, не треба га мешати са социјалним реализмом, типом уметности која реалистично приказује субјекте од друштвеног интереса, или другим облицима „реализма“ у визуелним уметностима. Социјалистички реализам је направљен са изузетно дословним и очигледним значењем, обично приказујући идеализовани Совјетски Савез. Социјалистички реализам је обично био лишен комплексног уметничког значења или интерпретације.
Социјалистички реализам је био доминантан облик одобрене уметности у Совјетском Савезу од његовог развоја током раних 1920-их до његовог коначног пада са званичног статуса почевши од касних 1960-их до распада Совјетског Савеза 1991. године. Док су друге земље користиле прописани канон уметности, социјалистички реализам у Совјетском Савезу је опстао дуже и био је рестриктивнији него другде у Европи.

## Социјалистички реализам у СССР
Социјалистички реализам је био званични правац у СССР више од 60 година. Владајућа партија је одбијала нове правце као дегенерисану уметност буржоаске класе и ту су спадали и кубизам и импресионизам. Главном темом су били Лењин и Стаљин, модернизација села и индустријализација земље.

## Социјалистички реализам изван Совјетског Савеза
Након Другог светског рата Социјалистички реализам се раширио по земљама источне Европе, које су потпале под совјетску сферу утицаја: Источна Немачка, Чехословачка, Пољска, Мађарска, Југославија, Бугарска, Румунија, Албанија, али и Кина и Монголија у Азији.
Изван тог круга, готово нигде, осим неких тенденција по Италији, Француској и Грчкој које су тад имале снажне комунистичке партије (италијански неореализам у филму).

## Социјалистички реализам у Југославији
Непосредно након Другог светског рата Социјалистички реализам био је стил који се раширио по свим републикама, по свим институцијама и медијима. Целокупни дизајн нове државе Федеративне Народне Републике Југославије, и свих њених република, направљен је у том духу. Протагонисти тог новог стила били су Божидар Јакац, Антун Аугустинчић, Ђорђе Андрејевић Кун, Радован Зоговић,... готово сви који су стварали у том периоду, стварали су у том маниру.
Након 1948. и формалног разлаза са земљама Информбироа почело је и формално удаљавање од тог правца које је кулминисало Крлежиним рефератом О слободи културе, на Конгресу писаца Југославије 1952. године.

## Писци
- Максим Горки
- Михаил Шолохов
- Фјодор Гладков
- Александар Фадејев

## Архитектонски објекти
- Универзитет Ломоносов у Москви
- Станица московског метроа

Популарно је мишљење да у бившој Југославији постоје многи примери архитектуре у стилу социјалистичког реализма, највише на Новом Београду, но они у правилу представљају примере различитих праваца и фаза модерне у архитектури.

## Примери архитектуре социјалистичког реализма
- Западна капија Београда
- Источна капија Београда
- некадашњи изглед зграде ЦК СКЈ, данас ПЦ „Ушће“
- Палата Федерације (некадашњи СИВ)
- Поруба

## Историја

### Развој
Социјалистички реализам су развијале хиљаде уметника, широм разноликог друштва, током неколико деценија. Рани примери реализма у руској уметности укључују радове Передвижника и Иље Јефимовича Репина. Иако ови радови немају исту политичку конотацију, они показују технике које су користили њихови наследници. Након што су бољшевици 25. октобра 1917. преузели контролу над Русијом, дошло је до значајне промене у уметничким стиловима. Постојао је кратак период уметничког истраживања у времену између пада цара и успона бољшевика.
Убрзо након што су бољшевици преузели контролу, Анатолиј Луначарски је постављен за шефа Наркомпроса, Народног комесаријата за просветитељство. То је Луначарског ставило у позицију да одлучује о правцу уметности у новоствореној совјетској држави. Иако Луначарски није диктирао ни један естетски модел који би совјетски уметници требало да следе, он је развио систем естетике заснован на људском телу који ће касније помоћи да утиче на социјалистички реализам. Он је веровао је да „призор здравог тела, интелигентног лица или пријатељског осмеха у суштини побољшава живот.“ Закључио је да уметност има директан утицај на људски организам и да под правим околностима тај ефекат може бити позитиван. Приказујући „савршену особу“ (новог совјетског човека), Луначарски је веровао да уметност може да образује грађане како да буду савршени Совјети.

#### Дебата унутар совјетске уметности
Постојале су две главне групе које су расправљале о судбини совјетске уметности: футуристи и традиционалисти. Руски футуристи, од којих су многи стварали апстрактну или левичарску уметност пре бољшевика, веровали су да је комунизам захтевао потпуни раскид са прошлости, а самим тим и совјетска уметност. Традиционалисти су веровали у важност реалистичких приказа свакодневног живота. Под Лењиновом владавином и новом економском политиком, постојала је одређена количина приватних комерцијалних предузећа, омогућавајући и футуристима и традиционалистима да производе своју уметност за појединце са капиталом. До 1928. године, совјетска влада је имала довољно снаге и ауторитета да оконча приватна предузећа, чиме је прекинута подршка маргиналним групама као што су футуристи. У овом тренутку, иако се термин „социјалистички реализам“ није користио, његове карактеристике постале су норма.
Према Великој руској енциклопедији, овај термин је први употребио у штампи председник организационог комитета Савеза совјетских писаца Иван Гронски у Литературној газети 23. маја 1932. године. Термин је одобрен на састанцима који су укључивали политичаре највишег нивоа, укључујући Јосифа Стаљина. Максим Горки, заговорник књижевног социјалистичког реализма, објавио је чувени чланак под насловом „Социјалистички реализам“ 1933. године. Током Конгреса 1934. постављене су четири смернице за социјалистички реализам. Рад мора бити:
- Пролетерски: уметност релевантна за раднике и њима разумљива.
- Типичан: сцене из свакодневног живота народа.
- Реалистичан: у репрезентативном смислу.
- Партијски: подржава циљеве државе и партије.

## Галерија
- Портрет Лењина од Изака Бродског
- Сергеј Маљутин; Партизан
- Изак Бродски: Стаљин
- Иван Шадр: Камен као оружје пролетаријата
- Скулптуре на западној фасади Мао Цедунговог маузолеја